# أوبليس أكتوبي
اوبليس اكتوبي (كازاخية: Ақтөбе облысы (اكتوبي اوبليسي) (روسية: Актюбинская область (اكتوبينسكاي اوبلاست) هو إقليم في كازاخستان. يحد روسيا من الشمال وأوزبكستان من الجنوب.يمر عبره نهر ايلاك الذي يعد أحد فروع نهر الأورال عاصمته الإدارية مدينة أكتوبي.
يبلغ عدد السكان 909673 نسمة اعتبارًا من 1 يونيو 2022.